# NGC 7525/1
NGC 7525/1 је елиптична галаксија у сазвежђу Пегаз која се налази на NGC листи објеката дубоког неба.
Деклинација објекта је + 14° 1' 17" а ректасцензија 23h 13m 40,4s. Привидна величина (магнитуда) објекта NGC 7525 износи 14,1 а фотографска магнитуда 15,1. NGC 75251 је још познат и под ознакама MK 316, CGCG 431-19, NPM1G +13.0560, IRAS 23111+1344, PGC 70731.